# Maria-Thaddeus von Trauttmansdorf Wiensberg
Maria-Thaddeus kardinal von Trauttmansdorf Wiensberg, avstrijski rimskokatoliški duhovnik, škof in kardinal, * 28. maj 1761, Gratz, † 20. januar 1819.

## Življenjepis
20. decembra 1783 je prejel duhovniško posvečenje.
30. avgusta 1794 je bil imenovan za škofa Hradca Králové; 1. julija 1795 je bil potrjen in 8. septembra 1795 je prejel škofovsko posvečenje.
26. novembra 1811 je bil imenovan za nadškofa Olomouca in 15. marca 1815 je bil potrjen.
23. septembra 1816 je bil povzdignjen v kardinala.